# 法尔格 (朗德省)
法尔格（法語：Fargues，法語發音：[faʁɡ]）是法国朗德省的一个市镇，属于蒙德马桑区。

## 地理
法尔格（43°43'45"N, 0°27'0"W）面积11.84 平方千米，位于法国新阿基坦大区朗德省，该省份为法国西南部沿海省份，是法國本土面积第二大的省，北起吉倫特省，西临大西洋，南至大西洋比利牛斯省，东临热尔省，东北与洛特-加龍省接壤。
与法尔格接壤的市镇（或旧市镇、城区）包括：比阿讷、拉里维耶尔圣萨万、蒙加亚尔、蒙苏埃、圣卢布埃、维耶勒蒂尔桑。

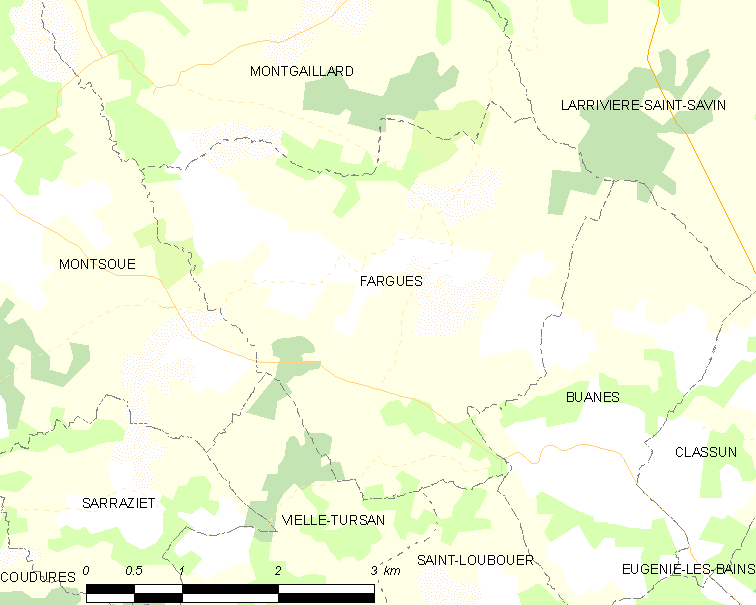
的OSM定位图

法尔格的时区为UTC+01:00、UTC+02:00（夏令时）。

## 行政
法尔格的邮政编码为40500，INSEE市镇编码为40099。

## 政治
法尔格所属的省级选区为沙洛斯-蒂尔桑县。

## 人口

1962-2008年间人口变化图示

法尔格于2022年1月1日时的人口数量为314人。